# إليزابيث راسيل
إليزابيث راسيل (بالإنجليزية: Elizabeth Russell) هي ممثلة أمريكية، ولدت في 2 أغسطس 1916 بفيلادلفيا في الولايات المتحدة، وتوفيت في 4 مايو 2002 بلوس أنجلوس في الولايات المتحدة بسبب مرض.

## أعمال

### أفلام
- (1945) مغامرة

## وصلات خارجية
- إليزابيث راسيل على موقع IMDb (الإنجليزية)
- إليزابيث راسيل على موقع ألو سيني (الفرنسية)
- إليزابيث راسيل على موقع أول موفي (الإنجليزية)
- إليزابيث راسيل على موقع قاعدة بيانات الأفلام السويدية (السويدية)
- إليزابيث راسيل على موقع قاعدة بيانات الفيلم (الإنجليزية)
- إليزابيث راسيل على موقع كينوبويسك (الروسية)